# Julian Felipe

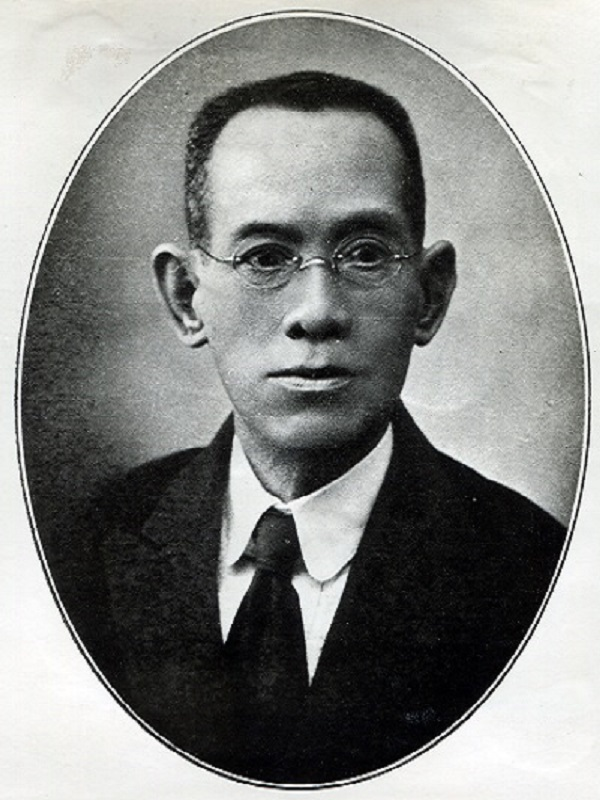
Julian Felipe

Julian R. Felipe (Cavite City, 28 januari 1861 - Manilla, 2 oktober 1944) was een Filipijns componist. Hij werd bekend als toondichter van het Filipijns volkslied. Het stuk met de titel Marcha Nacional Filipina werd tientallen jaren later vertaald in het Filipijns naar de huidige versie Lupang Hinirang.

## Biografie
Julian Felipe werd geboren op 28 januari 1861 in Cavite City. Hij was de jongste uit een gezin van twaalf kinderen van Justo Felipe en Alicia Reyes. Na zijn lagere schoolopleiding in Cavite studeerde hij in Binondo bij Anacleto Bonifacio. Ook kreeg hij muziekles van Leandro Cosca en piano- en orgelles van Fr. Pedro Patalan. Hij speelde orgel in de kerk en was muziekleraar op La Sagrada Familia, een exclusieve meisjesschool in Cavite. Ook componeerde hij zelf muziekstukken. Zijn composities Amorita Danza Cintas y Flores Rigodones en Matete al Santisimo werden onderscheiden op een expositie in Manilla in juli 1895.
Na de uitbraak van de Filipijnse revolutie sloot hij zich aan bij de opstandelingen. Hij werd gearresteerd en zat met vele andere verdachten gevangen in Fort San Felipe. Dertien medegevangenen werden op 11 september 1896 door een vuurpeloton geëxecuteerd. Naar hen wordt tegenwoordig verwezen als de 13 martelaren van Cavite. Felipe zelf werd overgeplaatst naar Fort Santiago in Manilla en kwam in juni 1897 weer vrij. Na de terugkeer van generaal Emilio Aguinaldo in de Filipijnen in mei 1898 kreeg hij de opdracht tot het componeren van een muziekstuk, dat de revolutionaire troepen moest inspireren in hun gevecht tegen de vijand. Dit lied, de Marcha Nacional Filipina, werd op 12 juni 1898 voor het eerst gespeeld door de San Francisco de Malabon Band tijdens de onafhankelijkheidsverklaring die de Filipijnse revolutionaire regering in Cavite afkondigde. Het werd op 5 september 1938 officieel door het Filipijns Congres als volkslied aangenomen. In 1956 werd het in opdracht van president Ramon Magsaysay vertaald in het Filipijns. Een latere versie door Felipe Padilla de León, met de titel Lupang Hinirang, is tot op heden in gebruik als het volkslied van de Filipijnen.
Andere muziekstukken van de hand van Felipe zijn Sleep my Little Jesus, Philippines, My Philippines, Hail to the Chief, Douglas MacArthur March en Un Recuerdo, een lied dat hij opdroeg aan de 13 martelaren van Cavite.
Felipe overleed in 1944 op 83-jarige leeftijd. Hij was getrouwd met Irene Tapia en kreeg met haar vier dochters en een zoon.